# تاریخچه اشکلک
اشکلک یکی از قدیمی‌ترین روستاهای بخش رحیم‌آباد رودسر است. به طور دقیق مستنداتی از وجه تسمیه اشکلک وجود ندارد، اما با توجه به روایت های گذشتگان، می توان به سه مورد اشاره نمود. روایت اول بر می گردد به وجود گونه شمشاد که به زبان محلی کیش گفته می شد که هنوز هم آثار این گونه حفاظتی در برخی نقاط روستا موجود است. بر این اساس این منطقه را کیشکله می نامیدند که بعدها به اشکلک تغییر یافت. روایت دیگر برمی گردد به کنار آب بودن و اشکلک که بخش اول آن از اشکور گرفته شده که به کنار آب بودن اشاره دارد و روایت سوم که از روی فرهنگ های لغت به آن نسبت داده اند به معنی شکنجه ای که با فروبردن تراشه نی میان ناخن و گوشت یا نهادن چوب در فرجه های انگشتان و فشردن آن که این گونه شکنجه در روزگار استبداد متداول بود، البته به نظر این روایت از سایر روایت ها ضعیف تر است، اما در اینترنت فقط به این موضوع اشاره گردیده است. در خاطرات رابینو نیز به اشکلک اشاره شده است. در لغتنامه دهخدا اشکلک اینگونه توصیف شده که دهی است جزء دهستان رحیم آباد از بخش رودسر از شهرستان لاهیجان که در 12000 گزی جنوب رودسر متصل به مرکز دهستان واقع و منطقه ای جلگه، معتدل مرطوبی و مالاریائی است. سکنه آن 715 تن می باشد که از مذهب شیعه پیروی می کنند و به زبان فارسی و لهجه گیلکی سخن می گویند. آب آن از پل رود تامین می شود و  راه فرعی به شوسه دارد.
اشکلک به دو بخش جیر محله (پائین محله) و جور محله (بالا محله) تقسیم می شود. محلات کوچکی در گذشته ها با فاصله ناچیز از اشکلک وجود داشت که با افزایش جمعیت و خانه سازی تقریبا این محلات به اشکلک متصل شده اند. این محلات شامل نوشر، مقوم محله، چردوم، کربی سرا و حسین بک سرا بودند. این روستا از سمت شمال نزدیک روستای کوچکتری به نام دوگل سرا واقع شده است که باز هم به دلایل فوق الذکر این دو روستا از سمت محله کربی سرا به هم متصل شده اند. قبرستان و مسجد اشکلک توسط ساکنین این روستا هم مورد استفاده قرار می گیرد. با توجه به عدم فاصله بین این دو روستا، اما از لحاظ تقسیمات کشوری روستای اشکلک زیر نظر بخشداری رحیم آباد، اما روستای دوگل سرا زیر نظر بخشداری کلاچای قرار دارد که ساکنین روستای دوگل سرا با توجه به نزدیکی به رحیم آباد از این موضوع رضایت ندارند.
از یک سو اراضی روستای اشکلک از طرف نوشر یعنی غرب به رودخانه پلورود منتهی گردیده است، از سوی دیگر از سمت جنوب با شهر رحیم آباد و از سمت شمال شرقی با روستای گلدشت هم مرز است که با توجه به ساخت و سازهای صورت پذیرفته در سالیان اخیر به اشکلک متصل شده است. 
مرز بین اشکلک و رحیم آباد رودخانه کوچکی به نام اشکلک روخونه یا اشکلک ری (رودخانه خشک) است که در دو طرف آن منازل مسکونی واقع شده اند و بلواری این دو را به هم متصل نموده است. رحیم آبادی ها در زمان ارباب رعیتی، محل سکونت جایگاه ارباب ها بوده و در روستاهای اطراف محل اقامت رعایا. البته در اشکلک چندین ارباب سکونت داشتند که فقط مردم اشکلک به دو تن از آن ها حاصل می دادند. این دو ارباب آقای سید باقر معصومی و آقای حمید اشکلکی بودند. البته بیشتر اشکلکی ها از ارباب جمعی آقا سید باقر معصومی بودند. ایشان به رعایا توجه ویژه داشت و از ادامه تحصیل فرزندانشان حمایت می کرد[3] و نصف سایر ارباب های منطقه از رعایا حاصل می گرفت[4]. قدیمی ها از ایشان به عنوان وکیل الرعایا یاد می کنند. از تفاوت ایشان با سایر ارباب ها می توان به این نکته اشاره کرد که به همراه چند تن از رعایایشان به مکه مشرف شدند.
اشکلک از سمت محله حسین بک سرا به روستای گلدشت متصل شده است. البته با توجه به نزدیکی حسین بک سرا به گلدشت، تصور می شود که این محله که در گذشته جزئی از اشکلک بود، زیر مجموعه گلدشت است. بررسی سنگ قبرهای جلوی مسجد گل دشت نشان می دهد که پسوند تعداد قابل توجهی از آن ها اشکلک است. دلیل این موضوع این بود که در زمان رضا شاه تعدادی از اشکلکی ها برای توسعه گلدشت با ساخت خانه و دادن زمین مجاب به مهاجرت به آن منطقه نمودند که در پایین دست جاده سکونت یافتند. در آن روستا رضاشاه دارای یک ساختمان به نام کاخ بود. در حال حاضر آثاری از آن ساختمان موجود نیست، اما آثار خیابان کشی های آن زمان موجود است. مسیر آن کاخ دارای بلوار کوتاه و آب نما بود که اکنون آن مسیر شیب دار به صورت یکی از خیابان های منتهی به میدان گلدشت با ورود از سمت کلاچای کاملا مشخص است.

## کشاورزی

### رودها، نهرها و کانال ها
با توجه به اینکه کشاورزی و باغ داری از مشاغل اصلی این روستا بود، بنابراین نقش آب در توسعه کمی و کیفی آن بسیار کلیدی بود. برای آبیاری علاوه بر منابع آبی طبیعی ساکنین از منابع آبی مهندسی شده هم بهره مند بودند. از جمله منابع آبی طبیعی می توان به جاری بودن رودخانه پلورود در پایین دست روستا که امکان آبیاری بخشی از اراضی آن را فراهم می ساخت، به جاری بودن اشکلک روخانه نیز که از داخل روستا عبور می کرد و بخشی از آب اراضی را تامین می کرد و همچنین جاری بودن جوب دیگری که از چشمه ای در بالا دست روستا که از دره مرسه عبور می کرد و با گذشتن از نزدیکی مسجد اشکلک در سه راهی چور دوم از زیر پلی که در گذشته به آن اسب پورد می گفتند، اراضی چوردم را آبیاری می نمود، اشاره نمود.
به صورت مهندسی شده برای توسعه اراضی شالیکاری که نیازمند آب قابل توجه بود در زمان رضا شاه توسط فردی به نام آقای صدرآبی نهری که از مرکز استان آمده بود، از سه موش زده شد که پس از عبور از بالنگاه و بندبن وارد رحیم آباد می شد و سپس با ورود به اشکلک در پایین تر از بازار به دو شاخه تقسیم می شد که یک شاخه آن با ساختن یک سازه از دره مرسه عبور و آب به بخشی از اراضی اشکلک و در ادامه به اراضی گلدشت می رسید. شاخه دیگر آن وارد اشکلک می شود که در کنار مدرسه اشکلک دو شاخه شده که یکی از آن ها به سمت پایین و دیگری به سمت نوشر می رود. این نهر نیز پس از سل دو شاخه شده که یکی از آن ها اراضی نوشر و دیگری اراضی موقوم محله را آبیاری می کند. این نهرها کماکان فعال و تاثیرگذار هستند.
در انتهای نوشهر نیز نهری جاری بود که از پلورود بعد از رحیم آباد سرچشمه می گرفت و با گذر از انتهای چردوم به بی بالان می رفت که مسیر قبلی آن از اشکلک خشک شد. در حال حاضر نهری که از دره مرسه جاری است در انتهای چر دوم وارد بی بالان نهر شده و پس از عبور از تازه آباد به بی بالان می رود. 
تمامی این رودها و نهرها در گذشته دارای آبی پاک و با دبی بالا بودند، بطوریکه حتی تا یک دهه بعد از انقلاب هم محل آب تنی بچه های محل بودن، اما متاسفانه در حال حاضر کم آب و با ریختن فاضلاب در آن مانند اکثر رودخانه های کشور، بسیار آلوده اند.
در هنگام ساخت ناو، چند تن از کشاورزان از جمله حاج تقی توکلی، برای ساخت یک کانال بتنی برای انتقال آب نهر به آن طرف دره مرسه به سمت گلدشت، مهندسی را برای عقد قرارداد آورده بودند. آقاسیدباقر معصومی هم از دور نظاره گر آن ها بود. پس از مدتی ایشان حاج تقی را صدا میزنند و میگویند با این مهندس قرارداد نبندید. ایشان دلیل را جویا می شوند. میگویند مهندس شما برای پیدا کردن فندک همه جیب هایش را گشت، به نظر میرسد محاسباتش برای ساخت ناو خوب نباشد. همینطور هم شد و فرد دیگری را برای ساخت آوردند. البته در تابستان ها با توجه به اینکه کف ناو جلبک بسته و لیز بود مورد توجه بچه های محل برای شنا و سر خوردن بود.

### کارخانه های برنجکوبی
در اشکلک 4 موتورخانه برنجکوبی فعال بود که در حال حاضر دو موتورخانه از بین رفته است. جور موتور، حیدری، آقاجانپور و جیر موتور که جور موتور و جیر موتور به صورت مشارکتی و دو موتورخانه دیگر مربوط به یک خانواده بود. 
اولین موتورخانه ای که جمع آوری شد، جیر موتور بود که در انتهای منزل مسکونی آقای کوه پیما قرار داشت. بعد از آن موتورخانه آقاجانپور جمع آوری شد. در حال حاضر جور موتور به صورت مشارکتی و تقریبا به صورت سنتی با 24 سهم و موتورخانه حیدری در حال فعالیت هستند.
شایان ذکر است که قبل از راه اندازی موتورخانه برای سفید کردن برنج، از نیروی آب (انرژی پاک) در اشکلک بهره گرفته می شد و با آب دانگه سفید کردن برنج انجام می شد. در اشکلک 5 آب دانگه وجود داشت که به شرح زیر به موقعیت مکانی آن ها اشاره می گردد: آب دانگه مشت یعقوب خلقی در جور محله بالاتر از پل اشکلک روخانه، میان آب دانگه متعلق به کبل عیسی محمدپور که بعدها تبدیل به منبع چای شد که در ادامه به آن اشاره خواهد شد. آب دانگه حاج رمضان توکلی در محوطه مشتی رضا رضازاده، آب دانگه کبل مسلم که کمی بالاتر از خانه بهداشت اشکلک در نزدیکی مسجد قرار داشت و آب دانگه مشتی محمد شعبان نژاد در نوشر که بعد از بی بالان نهر قرار داشت.  

### فناوری قدیمی چای
در این روستا یک دستگاه تحت عنوان منبع چای وجود داشت که همانند آسیاب آبی با کمک قدرت آب نهر، برگ های پلاسیده چای را مالش می داد. خروجی آن توسط کشاورزان به منازلشان منتقل و در تشت قرار می گرفت تا خشک گردد. 
همچنین یک دستگاه کوچک فر برای خشک کردن چای موجود بود که با آتش زدن هیمه، برگ های چای را که قبلا در تشت های چوبی تحت عنوان لاک، با دستان کشاورزان، مالش داده شده بود، خشک می گردید.

## فرهنگی

### مدارس اشکلک
توجه به تحصیل و گرایشی که از دوران ارباب رعیتی به دلیل عدم محدود نمودن ارباب محل، اشکلکی ها توجه ویژه ای به ادامه تحصیل فرزندانشان نشان می دادند. فرستادن فرزندان به رحیم آباد برای تحصیل که گاهی تحت تاثیر شرایط سیاسی آن زمان هم قرار می گرفت و همچنین فرستادن به شهرهای بزرگتر باعث گردید تا با پیگیری ها ساخت اولین مدرسه اشکلک به مناسبت جشن های 2500 ساله به نام مدرسه اشکانیان در مرکز اشکلک رقم بخورد که بعد از انقلاب ساختمان آن بازسازی و در حال حاضر به صورت مدرسه استثنایی فعال است.
دبیرستان پسرانه ای نیز در قبل از انقلاب در زمینی که در گذشته سل (آب بند) بود و برای آبیاری اراضی بالادست اشکلک مورد استفاده قرار می گرفت، ساخته شد و اکنون به صورت دبیرستان متوسطه اول و همچنین هنرستان فنی و حرفه ای در حال بهره برداری است. 
دو مدرسه دیگر نیز با اهدای زمین توسط دو خانواده ساخته شد که یکی از آن ها هنرستان دخترانه در مقوم محله به یاد زنده یاد سیدجوادهاشمی و دیگری مدرسه ابتدایی به یاد زنده یاد مهدی حمید پناه در جیر محله است که هم اکنون نیز در حال بهره برداری است. 

### بازار اشکلک
بازار اشکلک هم در گذشته از امروز رونق بیشتری داشت. وجود یک شعبه بانک صادرات، دایر بودن خانه انصاف، و همچنین وجود بزازی، عطاری، قهوه خانه، خیاطی و نفت فروشی و برنج فروشی در آن محیط گرمی را جمع شدن بزرگان محل می داد و نشان از رونق آن بازار داشت. ثقل دکان استاد قربان که ساخت داس و داره را انجام می داد و همچنین اسب ها را نعل می کرد، پای روستائیان دیگر را هم به بازار اشکلک باز می کرد، زیرا بسیاری از روستاهای اطراف دارای ثقل دکان یا نعل بندی نبودند.   

### مسجد و قبرستان ها
اولین مسجد در اشکلک مسجدی قدیمی و تلاردار بود که تخریب شد و به جای آن در سال 1344 با همت آقایان اصغر صادقی، حاج حسین آقاجانپور و محمد امیری ساخته شد. ساکنین روستا هم به وسع خود در اینکار تا حدودی دخیل بودند. البته ساخت آن مسجد در انتهای کار با حمایت مالی آقای محمد امیری به اتمام رسید. این مسجد در سال 1400 با همفکری برخی از ساکنین روستا تخریب گردید و در حال ساخت است.
قبرستان قدیمی اشکلک در محوطه مسجد، قرار دارد که با توجه به پر شدن آن در سال 1382 در نزدیکی مسجد قطعه زمینی خریداری و به قبرستان جدید تبدیل شد. در گذشته ها هم در جور محله قبرستان کوچکی وجود داشت که در کنار منزل آقای فرزادفر بود. البته سنگ قبری در آن موجود نبود و در حال حاضر اثری از زمینش نیست و به نظر می رسد تصرف شده باشد. 

### ملاخانه
برای یادگیری قرآن و سواد قرآنی در گذشته ملاخانه در اشکلک دایر بود. اولین ملای اشکلک آقای ذوقی، اهل طالقان بود که در خانه مشت جواد تسلیمی ملاخانه را دایر و در همانجا سکونت داشت. سیاه اسماعیل هم از ملاهای دیگر اشکلک بود و آخرین ملا، سید احمد میر حسینی بود که در زیر ساختمان آسید باقر معصومی ملاخانه را دایر نموده بود.  

### بازی های محلی
در این روستا بازی های متنوعی توسط بچه ها و گاهی بزرگان انجام می شد. برخی از این بازی ها خاص پسران و برخی دختران و برخی هم به صورت مشترک انجام می پذیرفت. چیک تیره بازی از جمله بازی های مردانه ای بود که رده های سنی متنوعی آن را بازی می کردند. دخوس دخوسه، ماشین بازی، هفت سنگه، کور کوره، بود که جنسیت در آن مطرح نبود و به صورت مشترک نیز بازی می شد.
کش بازی، تخته بره و عروس بازی به صورت اختصاصی توسط دختران بازی می شد. قیش بازی، شیرسنگ بازی، آکوله ماره و جیج جز بازی های خاص پسران بود. در حال حاضر مانند تمامی شهرها و روستاهای کشور بازی های کامپیوتری بیشترین سهم را در بازی بچه ها دارد. 
در ضمن در گذشته های دور مرحوم علیجان شریف زاده در کشتی گیله مردی به عنوان پهلوان مطرح بود. فوتبال در دهه های بعد با تشکیل تیم پنجه طلایی که تیم پر قدرت محلی بود، توانست به محبوبیت زیادی بین جوانان اشکلک دست یابد. 

## عرف ها

### پا زدن
برای خوش یمنی، بلافاصله پس از سال تحویل یک فرد مورد تایید خانواده که خوش قدم بود به عنوان اولین نفر با در دست داشتن قرآن و یک ظرف آب با پای راست وارد خانه می شد و به تمامی اتاق های خانه سر می زد که به این عمل پا زدن می گفتند. 
پس از سال تحویل هم خانواده ها با عشق و علاقه و با روی باز به دید و بازدید هم می رفتند. بچه های محل هم به اکثر خانه ها برای گرفتن عیدی سر می زنند. عیدی مرسوم آن زمان تخم مرغ و شیرینی محلی بود. با دریافت تخم مرغ ها، بازار بازی جیج بسیار پر رونق می شد.
از دیگر عرف های این منطقه می توان به آب سواری، نصفه کاری مزارع و ... اشاره نمود.

### لافندبازی
این ورزش آئینی کم‌نظیر در جشن های عروسی های اشکلک اجرا می شد. در این بازی لافند باز یا پهلوان شخصیت محوری و بازیگر اصلی بود. کار پهلوان اجرای انواع نمایش‌های آکروباتیک و هیجان‌آور روی بند است. لنگر هم وسیله‌ای چوبی‌است که باعث حفظ تعادل پهلوان روی بند یا لافند می‌شود.
پهلوان دستیاری نیز داشت که در پایین طناب و روی زمین می‌ایستاد که به آن شیطانِ می‌گفتند که کارش شیطنت کردن، دلقک بازی و اجرای حرکات خنده‌آور بود. برخی از پهلوانان هنگام لافندبازی فرزندان واقعی(پسر و دختر) و حتی همسر خود را روی بند می‌بردند و به اجرای نمایش می‌پرداختند که آن ها نیز در غالب پرسوناژ و شخصیت پهلوان گنجانده می‌شدند. در لافندبازی، طناب به ۲ ستون فلزی یا چوبی محکم که به صورت ضرب دری قرار گرفته بود مهار می شد. طول طناب لافند بازی معمولا ۴۵ تا ۵۰ متر و ارتفاع آن از زمین ۵ تا ۶ متر بود. 

## مدیریت محلی

### کدخداها
اولین کدخدای اشکلک مشت یعقوب خلقی بود که پس از ایشان کبل اسماعیل عباسی کدخدا شد و سپس حسین نصیری به کدخدایی انتخاب گردید. انتخاب کدخدا بر عهده ارباب محل یعنی آسید باقر معصومی بود. آخرین کدخدای اشکلک، یوسف خلقی بود که انتصابش با امضای ساکنین و حکم دولتی از فرمانداری در قبل از انقلاب انجام پذیرفت.  

## خانواده های قدیمی
منطقه ای در اشکلک وجود داشت که برخی رحیم آبادی در آن سکونت داشتند. خانواده های جوادی، سفلایی، رضایی، فنایی و ذبیحی از آن جمله اند. برخی از آن ها اراضی شان را فروختند و برخی هنوز هم در آن اراضی سکونت دارند، اما آن ها میت هایشان را در قبرستان اشکلک دفن نمی کنند. خلیلی هم دیگر خانی بود که در جیر محله سکونت داشت. از دیگر خانواده های رحیم آبادی آقای قریشی و میر فندرسکی بودند که در جیر محله در کنار اراضی آقای خلیلی ساکن بودند. 
بجز اشکلکی های اصیل تعدادی خانواده نیز از اشکورات به اشکلک مهاجرت نمودند که این موضوع امروزه به صورت بسیار پررنگ تری وجود دارد.  
ب- مازودار
مازودار تنومندی در نوشر وجود داشت که قطر آن به میزانی بود که چندین نفر باید دور آن حلقه می زدند. عظمت و تاج پوشش این درخت آن قدر بود که وقتی از ارتفاعات اشکورات به پایین نگاه و پلورود به صورت یک نخ دیده می شد، این درخت از آن جا قابل رویت بود. قدیمی ترهای اشکلک این درخت را به همراه خاطرات گذراندن سیزده بدر حتما به یاد دارند. این درخت ظرفیت ثبت در میراث طبیعی ملی را داشت، اما متاسفانه  بریده شد. 
پ- کردآقاجان
بعد از شکست مجاهدین و کشته شدن میرزا کوچک خان، کردآقاجان چند سالی در نوشر سکونت داشت. این موضوع با توجه به سرقت هایی که به آنان نسبت داده می شد، مشکلات و ناراحتی هایی را برای ساکنین بوجود آورده بود و پیگیری این موضوع توسط کدخدای اشکلک منجر به ضرب و شتم جدی ایشان شد. 
ت- چل باغ
با جابجایی مسیر اشکلک روخانه، منطقه تقریبا وسیعی درحاشیه آن که به صورت چاله بود، توسط حاج رمضان توکلی و حاج تقی توکلی به باغ چای تبدیل شد. قبل از تبدیل شدن به باغ چای درختان لیلکی به همراه گیاه خشخاش به صورت خودرو در آن رشد می کرد که در آن زمان، تریاک هم از آن برای مصارف دارویی گرفته می شد. این باغ وسیع به دلیل قرار گرفتن در گودی، مشهور به چل باغ می باشد که در حال حاضر تفکیک شده است.